# Bartalus Ilona
Bartalus Ilona (Köröstarcsa, 1940. szeptember 11. – 2021. április 10.) magyar zenepedagógus, karvezető, a Duna Televízió egykori főszerkesztője és zenei vezetője.

## Élete és pályafutása
Köröstarcsán Farkas István énektanár hatására döntötte el nyolcévesen, hogy zenével akar foglalkozni, ekkor vezényelt először énekkart. Később felvételt nyert a Békés-Tarhosi Énekiskolába, majd 1958-ban a Zeneművészeti Szakiskolában végzett Debrecenben, mellette pedig párhuzamosan a tanítónőképzőbe is járt. 1963-ban végzett a Zeneakadémián, középiskolai énektanár- és karvezetőképző szakon. Itt ismerkedett meg későbbi férjével, Janota Gábor fagottművésszel.
1964 és 1972 között a Fővárosi Marczibányi téri Kodály Zoltán Zenei Általános Iskolában volt énektanár, majd 1973-74-ben és 1980-84 között a Zeneakadémián tanított. Az 1970-es években kétszer is volt vendégoktató a kanadai University of Western Ontario egyetemen.
1979 és 1985 között a Bartók Béla Zeneművészeti Szakközépiskola tanára volt Budapesten. 1985-ben és 1986-ban a kanadai Wilfrid Laurier University vendégoktatója volt, majd 1993-ig a kanadai Victoria Conservatory of Music szolfézs-zeneelmélet tanszékét vezette. 1994-ben a Duna Televízióhoz került, ahol főszerkesztőként és zenei vezetőként dolgozott 2001-ig, emellett a Körös Főiskola posztgraduális Kodály Kurzusának volt a művészeti vezetője, valamint a Magyar Táncművészeti Főiskola zeneelmélet tanáraként is dolgozott.
Tanított ezen kívül még Japánban, az Egyesült Államokban, Ausztráliában, Bulgáriában, Csehszlovákiában és Jugoszláviában is. Több kórusnak is volt a karvezetője pályafutása során. Zenei témájú filmsorozatokat is készített: Gyere, pajtás, énekelni; Dúdoló; Kétszer kettő gyakran öt; Legyen a zene mindenkié; Zene tolmáccsal; A zene arcai.

## Könyvei
- Sing, Silverbirch, Sing. A Collection of Canadian Folksongs. Boosey and Hawkes, 1980

## Díjai és elismerései
- A Magyar Köztársasági Érdemrend kiskeresztje (1999)[12]
- Artisjus-díj (1999)[13]